# جيما دالندر
جيما دالندر (بالإنجليزية: Jemma Dallender)‏ هي ممثلة سينمائية وتلفزيونية إنجليزية. ولدت في 4 يونيو 1988 في لندن، المملكة المتحدة.

## فيلموغرافيا
- أضنى 100 (فيلم ، 2020) - ميسي
- اختفاء (فيلم ، 2019) - سيسيل
- ابنة أبيها (فيلم ، 2018) - زوي
- مسلح (فيلم ، 2018) - جريس
- نفس أخرى (فيديو قصير ، 2018) - ابنة فو
- الجلادون (فيلم ، 2018) - بيل
- ذيول الأزرق (سلسلة الويب ، 2017) - كوين مانشستر ، حلقتان
- موسيقى البوب هاي (سلسلة ويب ، 2017) - فرح ، 4 حلقات
- عقد القتل (فيلم ، 2016) - زارا حايك
- أعيش مع عارضات الأزياء (مسلسل تلفزيوني ، 2015) - نانسي ، حلقة واحدة
- المرآة (فيلم ، 2014) - جيما
- ضحية (مسلسل تلفزيوني ، 2014) - كيتلين كونلون ، حلقة واحدة
- مأخوذة: البحث عن صوفي باركر (فيلم تلفزيوني ، 2013) - جاني هيلمان
- أنا أبصق على قبرك 2 (فيلم ، 2013) - كاتي كارتر
- المجتمع (فيلم ، 2012) - إيزابيل
- هوليوكس (مسلسل تلفزيوني ، 2012) - كاتي ، 3 حلقات

## روابط خارجية
- جيما دالندر على موقع IMDb (الإنجليزية)
- جيما دالندر على موقع قاعدة بيانات الفيلم (الإنجليزية)